# Sint-Lievens-Houtem
Sint-Lievens-Houtem (fr. Hautem-Saint-Liévin, Hauthem-Saint-Liévin) – miejscowość i gmina (gemeente) w Belgii, w Regionie Flamandzkim, w prowincji Flandria Wschodnia, w okręgu Aalst. 

## Podział administracyjny
W skład gminy wchodzą cztery dzielnice (deelgemeente):
- Bavegem
- Letterhoutem
- Vlierzele
- Zonnegem

## Historia
Sint-Lievens-Houtem jest rozległą gminą o dużym zaludnieniu; położona jest na pofałdowanym terenie. W 976 roku była podzielona na dwie części: jedna znajdowała się pod rządami opactwa św. Bawo z Gandawy, druga należała do gminy Aalst.
Od co najmniej 1339 roku w Sint-Lievens-Houtem organizowany jest Houtem Jaarmarkt – coroczny jarmark zimowy i targ bydła oraz koni czystej krwi odbywający się tradycyjnie w dniach 11-12 listopada. W 2010 roku wydarzenie wpisano na listę reprezentatywną niematerialnego dziedzictwa kulturowego UNESCO.

## Demografia
- Źródła: NIS, od 1806 do 1981= według spisu; od 1990 liczba ludności w dniu 1 stycznia

1 stycznia 2024 całkowita populacja Sint-Lievens-Houtem liczyła 10 687 osób. Łączna powierzchnia gminy wynosi 27,05 km², co daje gęstość zaludnienia 395 mieszkańców na km².